# Efrén Chemolli Sr.
Efrén Chemolli Sr. (5 de octubre de 1936, General Arenales, Buenos Aires - 14 de diciembre de 2002) más conocido como El Turco Chemolli ha sido el máximo campeón argentino de midgets.
Se inició en la categoría en el año 1959, luego de haber sido mecánico de otros pilotos. Tuvo varios autos con los que logró ganar varias carreras. Fue afianzándose como principal rival del «Chulo» Luis Ulivi, de quien resultó subcampeón en tres oportunidades consecutivas. En 1966 gana el Campeonato Nocturno y el Argentino. Fue cinco veces Campeón Argentino. Consiguió doce campeonatos en total ganando en distintos circuitos de todo el país, y pasando a la historia como el midgista argentino que logró mayor número de títulos.
Tuvo dos hijos: Eugenio y Efrén (Jr.), quienes también lograron consagrarse campeones de la misma especialidad en distintas ocasiones.
En septiembre de 2002, con casi 66 años, corrió su última carrera en la localidad cordobesa de Freyre, en donde salió segundo, detrás de su hijo Eugenio.
Como homenaje Chemolli, la Asociación Argentina de Pilotos Midget, decide cambiar el nombre de la «Pista Roja» del Autódromo Oscar y Juan Gálvez, de la Ciudad de Buenos Aires, a «Pista Efrén Chemolli».
- Datos: Q5820316